# Síntesi evolutiva moderna
La síntesi evolutiva moderna (també anomenada síntesi neodarwinista o neodarwinisme), en general, significa la integració de la teoria de l'evolució de les espècies per selecció natural de Charles Darwin, la teoria genètica de Gregor Mendel com a base de l'herència biològica, la mutació genètica aleatòria com a font de variació i la genètica de poblacions matemàtica. Les figures importants en el desenvolupament de la síntesi moderna són: R. A. Fisher, Theodosius Dobzhansky, J. B. S. Haldane, Sewall Wrightm, Sewall Wright, Bernhard Rensch, E. B. Ford, Sergei Chetverikov, Julian Huxley, Ernst Mayr, George Gaylord Simpson i G. Ledyard Stebbins.
Essencialment, la síntesi moderna introduí la connexió entre dos descobriments importants: la unitat de l'evolució (els gens) amb el mecanisme de l'evolució (la selecció). També representa la unió de diverses branques de la biologia que anteriorment tenien poc en comú, especialment la genètica, la citologia, la sistemàtica, la botànica i la paleontologia.

## Principis de la síntesi moderna
D'acord amb la síntesi moderna establerta als anys 30 i 40, la variació genètica de les poblacions sorgeix per atzar mitjançant la mutació (ara se sap que és causada per errors en la replicació de l'ADN) i la recombinació (la barreja de cromosomes homòlegs durant la meiosi). L'evolució consisteix bàsicament en els canvis en la freqüència dels al·lels entre les generacions, com a resultat de la deriva genètica, el flux genètic i la selecció natural. L'especiació es dona gradualment quan les poblacions estan aïllades reproductivament, per exemple per barreres geogràfiques.